# Цьолек
Цьо́лек (пол. Ciołek, лат. Taurus — «телець») — родовий герб польської, української, литовської та білоруської шляхти.

## Історія
Перше використання подібного герба, проте не пов'язане з ім'ям «Ciołek», зафіксоване на теренах Польщі в Сілезії в 1279 році.
Найдавніший документ, що згадує назву герба, датований 1325 роком і підтверджений королем Владиславом Локетком. Відомі також згадки герба 1385 і 1401 року.
Після Городельської унії 1413 року ряд гербів, в тому числі й Ціолек були закріпленні за представниками литовсько-руської (української) шляхти, та відбулось зрівняння прав шляхти католицького віровизнання Королівства Польського та шляхти Великого князівства Литовського, Руського та Жемайтійського. За умовами унії польський шляхтич Станіслав з Брезеча (пол. Stanisław z Brezecza) передав його литовсько-українським шляхетським родам.
Належав понад 180 родам Білорусі, України, Литви і Польщі зокрема Аксамитовським, Белинським, Борковським, Цьолкам, Добронецьким, Евілам (Evil, Ewil), Глуським, Гурецьким, Ярославським, Калі(и)шам (пол. Kalisz), Коморовським, Свирським, Возницьким, Залеським, Зелинським, Жулинським, Жилинським, Понятовським та іншим. Деякі з них включені до Загального гербовника дворянських родів Російської імперії.

## Опис
У срібному полі зображений бик чи телець, червоного кольору, що йде вправо. У нашоломнику розташована голова тельця, також звернена вправо.
Існує легенда, що цей герб принесений з Італії в 971 році. Належав останньому королю Речі Посполитої Станіславу Августу Понятовскому. Також присутній на гербах білоруського міста Ошмяни та литовського Шауляй, що були отримані від цього монарха у 1791—1792 рр.
В Україні ця емблема виступає в датованому XVIII—XIX століттями гербі містечка Язловець, що деякий час також належало Понятовським.